# Neue Melodien-Quadrille
Neue Melodien-Quadrille, op. 254, är en kadrilj av Johann Strauss den yngre. Den spelades första gången den 17 mars 1861 i Dianabad-Saal i Wien.

## Historia
1852 hade Johann Strauss komponerat kadriljen Melodien-Quadrille (op. 112) på teman från Giuseppe Verdis operor. Nio år senare följde han upp verket med Neue Melodien-Quadrille som hade teman från Verdis operor Rigoletto (1851), Trubaduren (1853) och La traviata (1853); från Gaetano Donizettis operor Lucia di Lammermoor (1835) och Regementets dotter (1840), samt från Vincenzo Bellinis opera Sömngångerskan (1831).

## Om kadriljen
Speltiden är ca 4 minuter och 49 sekunder plus minus några sekunder beroende på dirigentens musikaliska tolkning.

## Weblänkar
- Neue Melodien-Quadrille i Naxos-utgåvan.